# Viertes Zehn geistlicher Arien
Viertes Zehn geistlicher Arien är en koralbok från 1662 utgiven av organisten och borgmästaren Johann Rudolph Ahle. Samlingen är källan till minst en melodi, som används i 1819 års psalmbok, nr 65.

## Psalmer
- Jesu namn begynna skall (1819 nr 65)